# لي وان
لي وان (3 مايو 1984 بكوريا الجنوبية - ) هو لاعب كرة قدم كوري جنوبي في مركز الدفاع. شارك مع منتخب كوريا الجنوبية تحت 20 سنة لكرة القدم. أما مع النوادي، فقد لعب مع نادي أولسان هيونداي ونادي غوانغجو وجوانجو سانجمو ‏ وتشونام دراغونز ونادي غانغوون.

## وصلات خارجية
- لي وان على موقع دوري كوريا الجنوبية (الإنجليزية)
- لي وان على موقع قاعدة بيانات كرة القدم.إي يو (الإنجليزية)